# Asyndetus exactus
Asyndetus exactus är en tvåvingeart som först beskrevs av Walker 1859.  Asyndetus exactus ingår i släktet Asyndetus och familjen styltflugor. Inga underarter finns listade i Catalogue of Life.